# Halt and Catch Fire (serie de televisión)
Halt and Catch Fire es una serie de televisión dramática estadounidense creada por Christopher Cantwell y Christopher C. Rogers, que se estrenó el 1 de junio de 2014 en AMC. La serie está ambientada en el Silicon Prairie de Texas en 1983 y representa una visión desde dentro de la revolución del ordenador personal. El título de la serie hace referencia a la instrucción de código máquina Halt and Catch Fire, que hace que la unidad central de procesamiento de la computadora deje de funcionar.
El 20 de agosto de 2014 la cadena AMC, ante los buenos resultados de audiencia obtenidos con la primera temporada, decidió renovar la serie por una segunda temporada, que se estrenó el 31 de mayo de 2015 y concluyó el 2 de agosto de 2015.
La tercera temporada se estrenó el 23 de agosto de 2016, culminando a mediados de octubre con un notorio éxito.
Se anunció una cuarta temporada, que al igual que las 3 primeras contó con 10 episodios. Además se anunció que esta temporada sería la final. El estreno de la cuarta temporada tuvo lugar el 19 de agosto de 2017.
El episodio final se emitió el 14 de octubre de 2017.

## Elenco
- Lee Pace como Joe MacMillan.
- Scoot McNairy como Gordon Clark.
- Mackenzie Davis como Cameron Howe.
- Kerry Bishé como Donna Clark.
- Toby Huss como John Bosworth.
- Aleksa Palladino como Sarah Wheeler (T2)

## Temporadas
| Temporada | Temporada | Episodios | Emisión original     | Emisión original      |
| Temporada | Temporada | Episodios | Inicio               | Final                 |
| --------- | --------- | --------- | -------------------- | --------------------- |
|           | 1         | 10        | 1 de junio de 2014   | 3 de agosto de 2014   |
|           | 2         | 10        | 31 de mayo de 2015   | 2 de agosto de 2015   |
|           | 3         | 10        | 21 de agosto de 2016 | 11 de octubre de 2016 |
|           | 4         | 10        | 19 de agosto de 2017 | 14 de octubre de 2017 |

## Episodios

### Primera temporada (2014)
| Número de episodio | Título                                          | Director                 | Guionista(s)                                 | Fecha de estreno    |
| ------------------ | ----------------------------------------------- | ------------------------ | -------------------------------------------- | ------------------- |
| 1                  | «I/O» «Entrada/Salida»                          | Juan José Campanella     | Christopher Cantwell & Christopher C. Rogers | 1 de junio de 2014  |
| 2                  | «FUD» «Miedo, Incertidumbre, Duda»              | Juan José Campanella     | Christopher Cantwell & Christopher C. Rogers | 8 de junio de 2014  |
| 3                  | «High Plains Hardware» «Hardware de alto vuelo» | Karyn Kusama             | Jason Cahill                                 | 15 de junio de 2014 |
| 4                  | «Close to the Metal» «Cercano al metal»         | Johan Renck              | Jonathan Lisco                               | 22 de junio de 2014 |
| 5                  | «Adventure» «Aventura»                          | Ed Bianchi               | Dahvi Waller                                 | 29 de junio de 2014 |
| 6                  | «Landfall» «Tocar tierra»                       | Larysa Kondracki         | Zack Whedon                                  | 6 de julio de 2014  |
| 7                  | «Giant» «Gigante»                               | Jon Amiel                | Jamie Pachino                                | 13 de julio de 2014 |
| 8                  | «The 214s» «Hackers de los 214s»                | Daisy von Scherler Mayer | Davhi Waller & Zack Whedon                   | 20 de julio de 2014 |
| 9                  | «Up Helly Aa» «Festival con fuego»              | Terry McDonough          | Jason Cahill                                 | 27 de julio de 2014 |
| 10                 | «1984»                                          | Juan José Campanella     | Christopher Cantwell & Christopher C. Rogers | 3 de agosto de 2014 |

### Segunda temporada (2015)
| Número de episodio | Título                                                     | Director                 | Guionista(s)                                 | Fecha de estreno    |
| ------------------ | ---------------------------------------------------------- | ------------------------ | -------------------------------------------- | ------------------- |
| 11                 | «SETI» «SETI (Búsqueda de Inteligencia Extraterrestre)»    | Juan José Campanella     | Christopher Cantwell & Christopher C. Rogers | 31 de mayo de 2015  |
| 12                 | «New Coke» «Nueva Coca»                                    | Phil Abraham             | Jonathan Lisco                               | 7 de junio de 2015  |
| 13                 | «The Way In» «El camino adentro»                           | Jeff Freilich            | Jason Cahill                                 | 14 de junio de 2015 |
| 14                 | «Play with Friends» «Jugar con amigos»                     | Kimberly Peirce          | Dahvi Waller                                 | 21 de junio de 2015 |
| 15                 | «Extract and Defend» «Extraer y defender»                  | Michael Morris           | Zack Whedon                                  | 28 de junio de 2015 |
| 16                 | «10Broad36» «Red de cable coaxial 10Broad36»               | Larysa Kondracki         | Jamie Pachino                                | 5 de julio de 2015  |
| 17                 | «Working for the Clampdown» «Trabajando para la represión» | Karyn Kusama             | Christopher Cantwell & Christopher C. Rogers | 12 de julio de 2015 |
| 18                 | «Limbo»                                                    | Daisy von Scherler Mayer | Zack Whedon                                  | 19 de julio de 2015 |
| 19                 | «Kali»                                                     | Craig Zisk               | Jason Cahill                                 | 26 de julio de 2015 |
| 20                 | «Heaven Is a Place» «El paraíso es un lugar»               | Phil Abraham             | Christopher Cantwell & Christopher C. Rogers | 2 de agosto de 2015 |

### Tercera temporada (2016)
| Número de episodio | Título                                                       | Director                 | Guionista(s)                                 | Fecha de estreno         |
| ------------------ | ------------------------------------------------------------ | ------------------------ | -------------------------------------------- | ------------------------ |
| 21                 | «Valley of the Heart's Delight» «Valle delicia de corazones» | Daisy von Scherler Mayer | Christopher Cantwell & Christopher C. Rogers | 23 de agosto de 2016     |
| 22                 | «One Way or Another» «De una forma u otra»                   | Kimberly Peirce          | Michael Saltzman                             | 23 de agosto de 2016     |
| 23                 | «Flipping the Switch» «Activando el interruptor»             | Jeff Freilich            | Lisa Albert                                  | 30 de agosto de 2016     |
| 24                 | «Rules of Honorable Play» «Reglas de juego honorable»        | Jake Paltrow             | Alison Tatlock                               | 6 de septiembre de 2016  |
| 25                 | «Yerba Buena»                                                | Andrew McCarthy          | Mark Lafferty                                | 13 de septiembre de 2016 |
| 26                 | «And She Was» «Y ella fue»                                   | Michael Morris           | Angelina Burnett                             | 20 de septiembre de 2016 |
| 27                 | «The Threshold» «El umbral»                                  | Karyn Kusama             | Michael Saltzman                             | 27 de septiembre de 2016 |
| 28                 | «You Are Not Safe» «No estás a salvo»                        | Reed Morano              | Lisa Albert & Alison Tatlock                 | 4 de octubre de 2016     |
| 29                 | «NIM»                                                        | Christopher Cantwell     | Mark Lafferty                                | 11 de octubre de 2016    |
| 30                 | «NeXT» «Lo que sigue»                                        | Phil Abraham             | Christopher Cantwell & Christopher C. Rogers | 11 de octubre de 2016    |

### Cuarta temporada (2017)
| Número de episodio | Título                                          | Director                 | Guionista(s)                                 | Fecha de estreno         |
| ------------------ | ----------------------------------------------- | ------------------------ | -------------------------------------------- | ------------------------ |
| 31                 | «So It Goes» «Así que continúa»                 | Juan José Campanella     | Christopher Cantwell & Christopher C. Rogers | 19 de agosto de 2017     |
| 32                 | «Signal to Noise» «De señal a ruido»            | Meera Menon              | Mark Lafferty                                | 19 de agosto de 2017     |
| 33                 | «Miscellaneous» «Diverso»                       | Jeff Freilich            | Zach Whedon                                  | 26 de agosto de 2017     |
| 34                 | «Tonya and Nancy» «Tonya y Nancy»               | Stacie Passon            | Alison Tatlock                               | 9 de septiembre de 2017  |
| 35                 | «Nowhere Man» «Hombre de ningún lado»           | So Yong Kim              | Angelina Burnett                             | 16 de septiembre de 2017 |
| 36                 | «A Connection is Made» «Nace una conexión»      | Michael Morris           | Julia Cho                                    | 23 de septiembre de 2017 |
| 37                 | «Who Needs a Guy» «Quien necesita a un experto» | Tricia Brock             | Lisa Albert                                  | 30 de septiembre de 2017 |
| 38                 | «Goodwill» «Buena voluntad»                     | Christopher Cantwell     | Zach Whedon                                  | 7 de octubre de 2017     |
| 39                 | «Search» «Búsqueda»                             | Daisy von Scherler Mayer | Mark Lafferty                                | 14 de octubre de 2017    |
| 40                 | «Ten Of Swords» «Diez de espadas»               | Karyn Kusama             | Christopher Cantwell & Christopher C. Rogers | 14 de octubre de 2017    |

## Distribución
El episodio piloto fue mostrado en el festival South by Southwest el 8 de marzo de 2014; también estuvo disponible en la página de Tumblr de AMC el 19 de mayo de 2014, siendo la primera serie de televisión estrenada en Tumblr.